# Zojirushi
Zojirushi Corporation (象印マホービン株式会社 Zōjirushi Mahōbin Kabushiki-gaisha?) es una empresa japonesa que fabrica pequeños electrodomésticos como ollas arroceras, máquinas panificadoras, jarras eléctricas y termos.
Fue fundada en 1918 con el nombre Compañía Mercantil de los Hermanos Ichikawa (市川兄弟商会 Ichikawa kyōdai shōkai?) en Osaka y en 1961 fue rebautizado como su nombre actual Zojirushi, que significa «marca de elefante». La corporación cotiza en la Bolsa de Tokio con símbolo TYO: 7965.